# Maria Paula (bairro)
Maria Paula é um bairro bimunicipal, contíguo, com alto IDH (Índice de Desenvolvimento Humano), localizado nos municípios de Niterói e São Gonçalo. Está a uma altitude média de 300 metros e tem, como marco divisório entre os dois municípios e principal logradouro, a Estrada da Paciência (antiga Estrada Velha de Maricá), que serve de variante à RJ-104 em direção à Região dos Lagos, dando acesso à RJ-106. Vale destacar também a Estrada Caetano Monteiro, que o liga à porção centro-sul do município de Niterói. Seu principal curso d’água é o rio Maria Paula, um dos tributários do rio Guaxindiba, que deságua na Baía de Guanabara.

## Arredores
Os arredores compreendem-se os bairros de Matapaca, Muriqui, Santa Bárbara, Sapê, Vila Progresso (do lado niteroiense), Arrastão, Arsenal, Novo México e Tribobó (do lado gonçalense).

## História

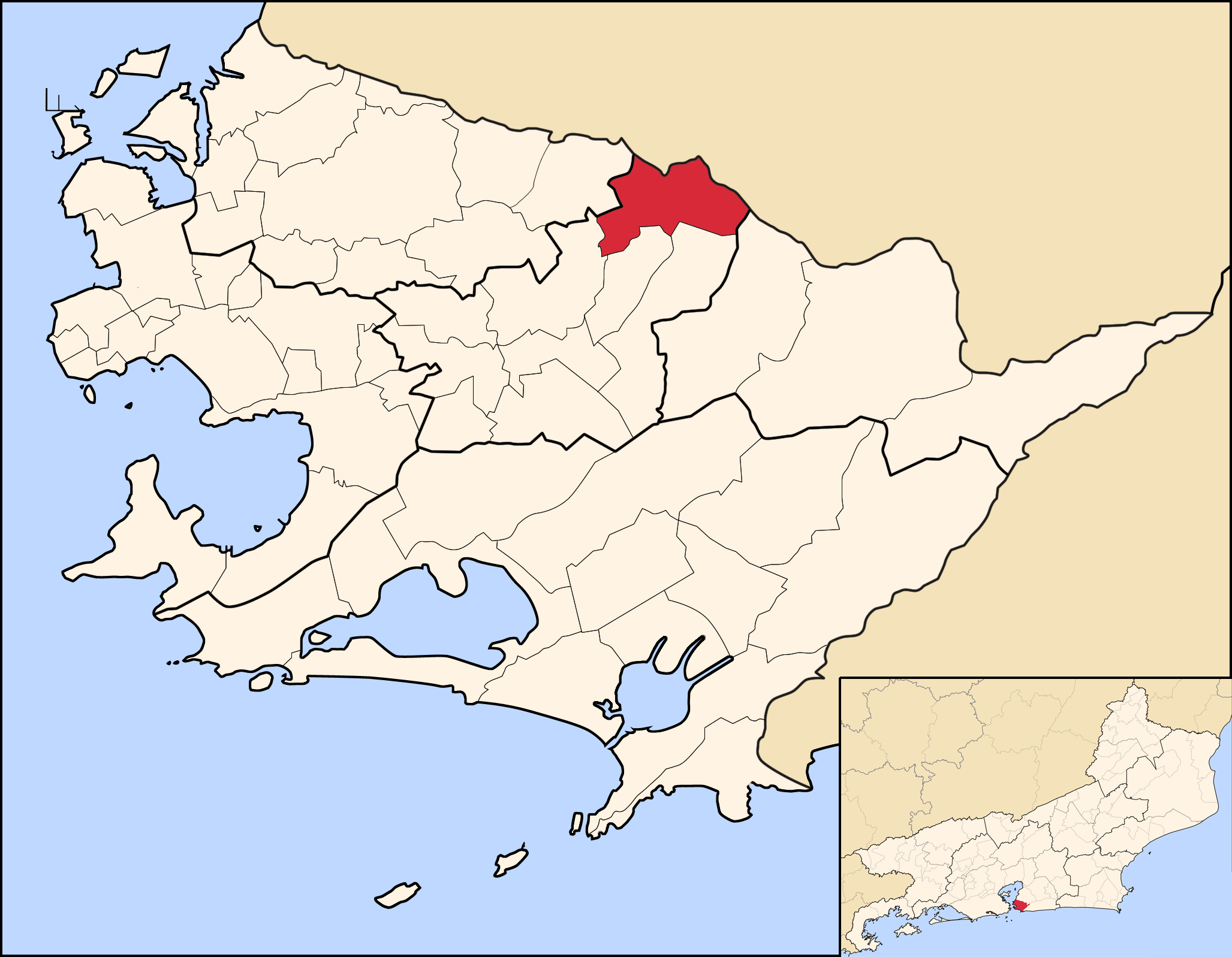
Localização do bairro de Maria Paula no município de Niterói.

O nome do bairro é atribuído a Maria Paula Azeredo Coutinho Duque Estrada Mora, última herdeira daquelas terras. Alguns relatos dizem que se tratava da ama-de-leite e ex-escrava de D. Pedro II e que este havia lhe concedido as propriedades, mas há registros de uma família Azeredo Coutinho estabelecida na então freguesia de São Gonçalo desde 1680. Entretanto, aquelas terras, remanescentes da sesmaria de dom Antonio de Mariz Coutinho bem como as dos bairros do Barreto (nome herdado de seu benfeitor), Neves (em São Gonçalo), foram adquiridas em cerca de 1658 por Francisco Barreto de Faria dos herdeiros de Úrsula Pessoa. A sede da Fazenda Barreto é transferida do bairro de mesmo nome para estas terras, devido a problemas de divisão de terras entre Francisco e Manuel Gomes Bravo e Domingos Pedroso. Em 1868, a fazenda é arrendada a um João da Silveira, ancestral do governador Roberto Silveira. O último dono, Francisco Caminha, falece em 1910. A partir de então a segunda Fazenda Barreto passa a se chamar pelo nome de sua última herdeira, que viria a falecer em 1936. Até o final da década de 1970 a antiga casa-grande ainda existia.
Até a década de 1930, o lugar revestia-se de ares bucólicos, isolado dos grandes centros, pautado somente na  atividade agrícola de pequeno porte. 
Com a construção da Rodovia Amaral Peixoto (RJ-104) e da estrada Caetano Monteiro, na década de 1940, e com o adensamento populacional para além do centro de Niterói na década posterior, o bairro começou a sentir algumas mudanças, como a construção de uma olaria e criação dos primeiros loteamentos (Jardim Maria Paula, Jardim Europa e Jardim Santa Anita), porém, ainda mantendo seu caráter rural.
Uma discreta presença de portugueses e alemães, provavelmente atraídos pelo clima ameno, é notada durante as décadas de 1950 e 60. A partir da construção e abertura da Ponte Rio-Niterói – estando agora a 15 minutos de carro do Rio de Janeiro, o ritmo das mudanças caminhará mais rápido. Dois condomínios de luxo são construídos, mais loteamentos são criados, como o Jardim Remanso Verde, e a atividade comercial substitui completamente a rural. É um dos bairros mais procurados para se morar, por razão da proximidade dos grandes centros urbanos aliada à tranquilidade de uma localidade estritamente residencial, rodeada de montanhas e verde.